# Radovan Krstović
Radovan Krstović (in serbo Радован Крстовић?; Nova Pazova, 17 settembre 1963) è un ex calciatore jugoslavo, di ruolo attaccante.